# Karim Kadjar
 (juin 2025).
Motif : Sources non centrées ou sources primaires (imbd etc.). La seule vraie source centrée serait celle du Télégramme, mais elle est inaccessible...
- Archive Wikiwix
- Bing
- Cairn
- DuckDuckGo
- E. Universalis
- Gallica
- Google
- G. Books
- G. News
- G. Scholar
- Persée
- Qwant
- (zh) Baidu
- (ru) Yandex
- (wd) trouver des œuvres sur Wikidata

| 1. | Préciser le motif de la pose du bandeau. | Précisez le motif de la pose du bandeau en utilisant la syntaxe suivante : {{admissibilité à vérifier\|date=juin 2025\|motif=remplacez ce texte par le motif}}                    |
| 2. | Informer les utilisateurs concernés.     | Pensez à avertir le créateur de l'article, par exemple, en insérant le code ci-dessous sur sa page de discussion : {{subst:avertissement admissibilité à vérifier\|Karim Kadjar}} |

Karim Kadjar est un acteur irano-suisse principalement connu pour avoir joué le rôle de Eustache Chapuys, ambassadeur de Charles Quint à la cour de Henri VIII, dans la seconde saison de la série Wolf Hall: The Mirror and the Light réalisé par Peter Kosminsky. Au théâtre, il est un des acteurs récurrents des spectacles du metteur en scène suisse Dorian Rossel.

## Biographie
Né à Téhéran le 28 janvier 1972, Karim Kadjar quitte l'Iran en 1980 juste après la révolution islamique, pour s'installer à Dubaï avec ses parents où il séjournera 4 ans. C'est à cette époque qu'il a sa première expérience théâtrale amateure, dans une adaptation du Magicien d'Oz. Le germe de sa passion théâtrale est planté et ne cesse de s'épanouir. À 12 ans, il est envoyé en Suisse romande pour parfaire son français et terminer sa scolarité obligatoire. Tout au long de son adolescence il poursuit sa pratique du théâtre. C'est en Suisse alémanique qu'il décide de commencer des études universitaires dans la finance. Elles sont abandonnées rapidement au profit d'un départ, en 1993, pour la France où il s'installe à Paris afin de se consacrer à sa passion artistique. Rapidement, il intègre une compagnie de théâtre professionnelle dirigée par Zakariya Gouram, au sein de laquelle il est formé. C'est finalement sous le regard avisé d'Ariane Mnouchkine  qu'il précise sa recherche autour du jeu d'acteur. [réf. nécessaire]
En 1998, il fonde, avec le metteur en scène Christophe Ramirez, le Théâtre de l'Herbe tendre et crée plusieurs spectacles dont Le Petit Bois, de Eugène Durif. En 2001, sa collaboration avec l'Herbe tendre se termine, il entame une carrière d'acteur en free-lance. Depuis il a, entre autres, travaillé avec Phillippe Goyard, Matthias Langhoff, Florence Lavaud et Dorian Rossel.
En 2013, Jean-Rémi François lui offre son premier rôle au cinéma dans Un souvenir persistant. Ce sera au tour de Nader Takmil Homayoun de lui proposer, en 2015, le rôle de Nicolas dans le film Les Pieds dans le tapis, produit par Agat Films pour Arte.
Il lui faudra attendre 2023 pour se voir à nouveau proposer un rôle majeur pour la télévision : Eustache Chapuys, ambassadeur de l’Empereur Charles Quint à la cour d'Angleterre, dans la seconde saison de la série réalisée par Peter Kosminskypour la BBC Wolf Hall: The Mirror and the Light, une fresque historique retraçant la vie de Thomas Cromwell principal ministre du roi Henri VIII.   

## Filmographie

### Cinéma

#### Longs métrages
- Un souvenir persistant de Jean-Rémi François. Rôle Philippe.

#### Courts métrages
- Massacre au débouche chiotte II[9] réalisé par Alexandre Jousse. Rôle : Bleu-Bite.
- Intervention réalisé par Jean-Rémi François. Rôle : Philippe.
- Des monstres au collège[10] de Bagou Badara Diouar. Rôle : Père de Tatiana.
- Homless de Jean-Rémi François. Rôle : Brad Pitt.
- Bon baiser d'Islamabad[11] clip pour BabX de Armel Hostiou. Rôle : Convive.
- T'en as ?[12] de Antoine de Caunes. Rôle : Client.

### Télévision

#### Téléfilms
- Wolf Hall: The Mirror and the Light[1] réalisé par Peter Kosminsky. Rôle : Eustache Chapuys.
- Genius Picasso chapter one[13] réalisé par Ken Biller. Rôle : Professor.
- Leave to remain[14] réalisé par Vincent Gallagher. Rôle : Bahman Tehrani.
- Les pieds dans le tapis[15],[8],[7] réalisé par Nader Takmil Homayoun. Rôle : Nicolas.

## Théâtre
- Tous les Poètes Habitent Valparaiso[16],[17] de Carine Corajoud, mise en scène de Dorian Rossel. Rôle : Juan Luis Martinez.
- Le paradoxe des jumeaux[18] de Jean-Louis Bauer et Élisabeth Bouchaud, mise en scène de Bernadette Le Saché. Rôle : Paul Langevin.
- 1984[19],[20],[21] d'après George Orwell, m .e .s. Frédérique Mingant. Rôle : Charrington
- Murmures au fond des bois[19],[22],[23],[24],[21], écriture et mise en scène Laurance Henry. Rôle : Celui-qui-ne-finit-pas-ses-phrases.
- La ballade de l'Imaginarium[19], conception et mise en scène Delphine Bailleul. Rôle Fulbert Vutron-Corby.
- Femme sans histoire[25],[26],[27],[19], conception et mise en scène Dorian Rossel. Rôle : Jean-Claude Garvali.
- Le Grand Imaginarium des Vutron-Corby[19],  conception et mise en scène Delphine Bailleul. Rôle Fulbert Vutron-Corby.
- Cosmos[28],[29],[30],[19],[31],[21], conception et mise en scène Dorian Rossel. Rôle : Gaston Bachelard.
- L'Usage du monde[32],[33],[34],[35],[19],[31], de Nicolas Bouvier, mise en scène Dorian Rossel. Rôle : Nicolas Bouvier.
- Et Alice mangea, conception et mise en scène Delphine Bailleul. Rôle : Grimod de La Reynière.
- Ma mère Médée[19], de Holger Schober, mise en scène Carine Corajoud. Rôle : Polyxénos.
- Les enfants sauvages[36],[37],[19],[38], de Timothée de Fombelle, mise en scène Betty Heurtebise. Rôle : Minuit.
- Quartier lointain[39],[40],[41],[42],[43],[44],[45],[46],[47],[48],[19],[49],[50],[21], d'après Jirô Taniguchi, mise en scène Dorian Rossel. Rôles : Hiroshi, la Grand-mère.
- O Queens (A body lab), conception et mise en scène Michel Schweizer. Rôle : Voix Cerbère 1 et 2.
- Objet d'étude Alice, conception et mise en scène Delphine Bailleul. Rôle : Tirelaficelle.
- Libération sexuelle[51],[21], conception et mise en scène Dorian Rossel, Rôle : Conférencier.
- Les aventures d'Alice au pays des merveilles[52],[53],[19],[31], de Lewis Carroll, mise en scène Betty Heurtebise. Rôle : Narrateur, Lapin, Dodo, Chapelier-Fou.
- Le musée nomade du dessin d'enfant[54],[55], d’après Professeur Galopin de Roland Topor, mise en scène Elzbieta Jeznach. Rôle : Professeur Galopin.
- Alice au pays des lettres[56],[57], de Roland Topor, mise en scène Elzbieta Jeznach. Rôle : Monsieur A.
- Ébauche d'une envie[58], conception et mise en scène Delphine Bailleul. Monologue.
- C.R.A.F.[19] de Jean-Louis Bauer, mise en scène Florence Lavaud. Rôle : Sarim.
- Le journal d'un monstre[5],[19],[59],[31],[60],[61] de Richard Matheson, mise en scène Florence Lavaud. Monologue.
- La pâte à modeler de Vassilii Sigariov, mise en scène Philippe Goyard. Rôle : Maxim.
- Café-bar des espoirs textes de Roland Topor, mise en scène Christophe Ramirez. Rôle : Coq VI.
- Débordement 1 (tombeau chinois)[62] de Roland Fichet, mise en scène Charlie Windelschmidt. Rôle : Coryphée.
- Le petit bois[19],[63],[21] de Eugène Durif, mise en scène Christophe Ramirez. Monologue.
- Médée de Sénèque, mise en scène Zakariya Gouram. Rôle : Jason.
- La Chunga de Mario Vargas Llosa, mise en scène Cristophe Ramirez. Rôle : Le Singe.
- Prométhée enchaîné  d’Eschyle, mise en scène Zakariya Gouram. Rôle : Pouvoir.

## Danse
- How to Pass, Kick, Fall and Run[64], Chorégraphie Merce Cunningham, adaptation Robert Swinston. Rôle : Récitant.

## Opéra
- La Malédiction de Noémia, composé par Piotr Moss, livret de Jean-Louis Bauer, mise en scène Emmanuel Cury. Rôle : Récitant.
- Don Giovanni de Mozart, mise en scène Matthias Langhoff. Rôle : Vagabond.

## Radio
- Paprika de Bernadette Le Saché, réalisé par Marguerite Gateau. Rôle Michel.